# 시북면
시북면(柴北面)은 경기도 의정부시의 북부에 해당하는 지역이었다. 과거 양주목의 행정구역을 나타낸 지도인 광여도를 참조해보면, 1466년부터 조선 영/정조까지 시북곡면(자북곡면) 또는 자북면이었다가 이후 시북면으로 바뀌었으며, 1914년 3월 31일까지 존재했던 경기도 양주군의 행정구역이었다. 현재 의정부시 북부지역인 가능동, 녹양동, 금오동, 민락동에 해당되는 지역이었으며, 1914년 4월 1일 의정부시 남부 지역에 해당되는 둔야면과 합쳐져 시둔면이 되었으며, 1938년 양주면으로 개칭 후, 1963년 의정부읍으로 변경되어 지금의 의정부시에 이른다.

## 같이 보기
- 의정부시
- 시둔면
- 둔야면